# Ciskei
1972–1981
(autonome)
1981–1994
(indépendant)
Entités précédentes :
- Afrique du Sud

Entités suivantes :
- Afrique du Sud

Le Ciskei (plus rarement Ciskeï) était un bantoustan situé dans l'ancienne province du Cap d'Afrique du Sud, aujourd'hui dans le Cap-Oriental. Il fut le dernier bantoustan à être déclaré indépendant dans le cadre de la politique d'apartheid de 1981 à 1994.
Le terme Ciskei provient de l'accolation du nom du fleuve Grand Kei au préfixe latin cis- signifiant avant, devant. Ciskei signifie donc territoire avant le fleuve Kei.

## Histoire
En 1910, lors de la fondation de l'Union sud-africaine, le territoire du futur Ciskei, est constitué de plusieurs réserves indigènes de la province du Cap, situés entre le fleuve Great Fish et le fleuve Keiskamma et autrefois partie intégrante de l'ancienne Cafrerie britannique.
En 1961, l'Autorité territoriale du Ciskei est établie en application des lois d'apartheid avec Zwelitsha pour chef-lieu. Le 14 novembre 1968, le territoire est simplement renommé en Ciskei.
Le 1er août 1972, un gouvernement est accordé au Ciskei, il sera dirigé la plupart du temps par Lennox Sebe.
Le 4 décembre 1981, le Ciskei est déclaré indépendant, indépendance reconnue ni par les autres États, ni par l'ONU. Ses résidents perdent alors la citoyenneté sud-africaine et gagnent celle du Ciskei. La capitale est transférée à Alice, puis rapidement à Bisho. Lennox Sebe devient le premier président du Ciskei et établit un régime despotique (il deviendra président à vie en 1983) avant d'être renversé en 1990 par le général Oupa Gqozo qui imposa une dictature militaire.
Le 7 septembre 1992, la police du Ciskei ouvrit le feu sur des manifestants du Congrès national africain (ou ANC). Vingt-huit personnes furent tuées et des centaines de blessés furent dénombrés dans la capitale Bisho. Oupa Gqozo s'opposait à l'abrogation de certaines lois raciales et à la montée au pouvoir de l'ANC en vue de l'abolition prochaine des mesures prises pendant l'apartheid, y compris l'existence des bantoustans. Il se rallia alors à l'Alliance des libertés où se côtoyaient notamment le Parti conservateur d'Afrique du Sud, l'Inkatha Freedom Party et Lucas Mangope (président du bantoustan du Bophuthatswana). Ce regroupement de partis conservateurs revendiquait principalement le droit à l'autodétermination des peuples d'Afrique du Sud et à ne pas intégrer la nouvelle Afrique du Sud post-apartheid.
En mars 1994, une grève générale est déclenchée au Ciskei, la police se mutine et Gqozo est forcé de démissionner le 22 mars 1994. Le gouvernement sud-africain, qui avait agi en sous-main pour destituer Gqozo, reprit alors le contrôle du bantoustan mettant fin de facto à son indépendance. Les résidents de l'ancien Ciskei purent alors participer aux élections multiraciales du 27 avril 1994.

## Géographie

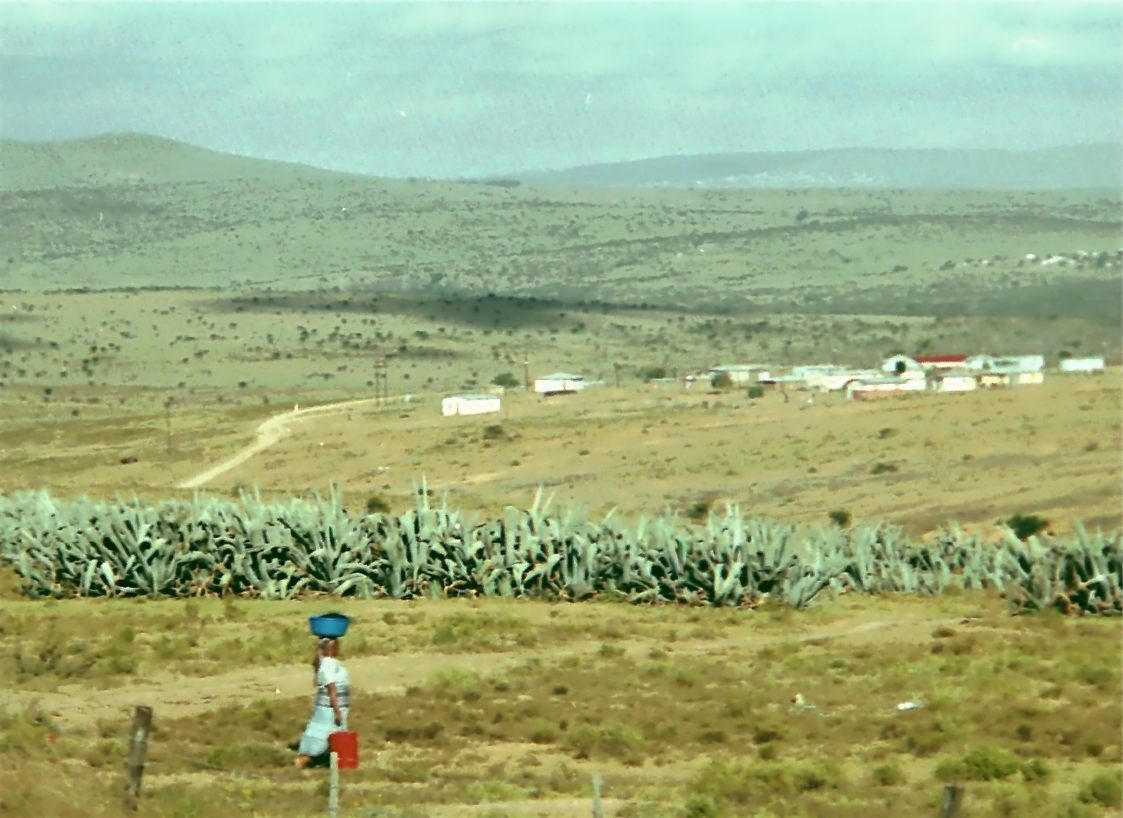
Paysage rural du Ciskei

Le Ciskei était entièrement inclus dans l'ancienne province du Cap et bordé au Sud-Est par l'océan Indien. Il était séparé du Transkei par le couloir d'East London, réservé aux populations blanches.

## Politique
Le Ciskei ne comptait qu'un seul parti officiel : le Ciskei National Party (ou CNP) transformé en 1973 en Ciskei National Independence Party (ou CNIP) et dissous en 1990.
Le parlement consistait en une assemblée législative composée de 137 membres (50 élus et 87 nommés parmi les chefs locaux) à partir de 1978 et de 50 membres (23 élus et 37 nommés parmi les chefs locaux) à partir de septembre 1986.
À chaque élection législative de 1978 et de septembre 1986, le CNIP a remporté la totalité des sièges éligibles.
En 1993, l'armée comptait environ 2 000 hommes.

### Liste des chefs d'État du Ciskei
- Autorité territoriale du Ciskei
  - Justice Thandatha Jongilizwe Mabandla (chef du conseil exécutif) (CNP) : de novembre 1968 au 1er août 1972
- Ciskei (autonome)
  - Justice Thandatha Jongilizwe Mabandla (ministre en chef) (CNP puis CNIP) : du 1er août 1972 au 21 mai 1973
  - Lennox Sebe (ministre en chef) (CNIP) : du 21 mai 1973 jusqu'en 1975
  - Charles Sebe (ministre en chef) : en 1975
  - Lennox Sebe (ministre en chef) (CNIP) : de 1975 au 4 décembre 1981
- Ciskei (indépendant)
  - Lennox Sebe (président puis président à vie) (CNIP) : du 4 décembre 1981 au 4 mars 1990
  - Oupa Gqozo (président du Comité militaire et du Conseil de l'état) : du 4 mars 1990 au 22 mars 1994
  - Pieter van Rensburg Goosen et Bongani Blessing Finca (administrateurs) : du 22 mars 1994 au 26 avril 1994

## Population

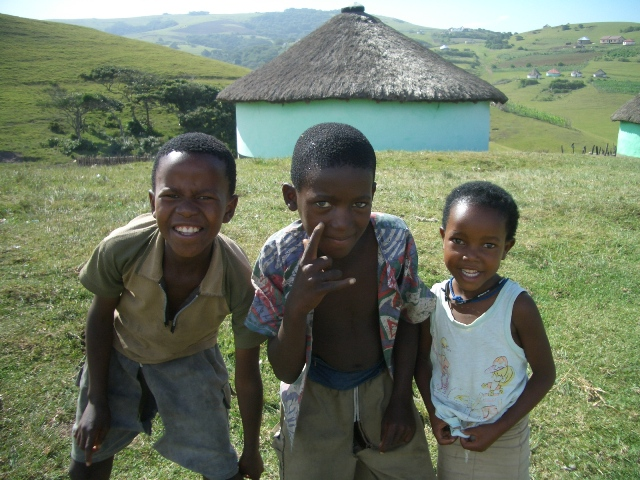
Enfants Xhosas dans l'ancien Transkei

Le Ciskei avait été conçu pour les Xhosas. En réalité, sur les 3 930 087 Xhosas que comptait l'Afrique du Sud en 1978, 509 607 se trouvaient dans le Ciskei (13 %), 1 696 575 dans les autres bantoustans (43,2 %) dont 1 650 825 dans le Transkei (42 %) et 1 723 905 dans les zones blanches (43,8 %).
En 1992, la population du Ciskei atteignait 1 088 476 personnes.
Les langues les plus parlées étaient le xhosa et l'afrikaans.

## Culture

### Drapeau
Le drapeau du Ciskei a été adopté le 1er août 1972 puis modifié le 15 mars 1974 et sa représentation définie dans la section deux du Ciskei Flag Act de 1977.
Le bleu représente l'infinité du ciel et les difficultés du progrès et du développement. La bande blanche fait référence au chemin à parcourir pour arriver à ce développement. La grue de paradis exprime le courage des Xhosas et leur volonté de travailler pour leur peuple et leur pays.
Le drapeau du Ciskei a été abandonné le 27 avril 1994 avec la réintégration du pays dans l'Afrique du Sud.

### Philatélie
Au cours de son existence, le Ciskei a émis 252 timbres-poste et 10 blocs-feuillets avec la légende Ciskei.